# Glomerales
Glomerales är en ordning av svampar. Glomerales ingår i klassen Glomeromycetes, divisionen Glomeromycota och riket svampar.
|            | Archaeosporales               |
|            |                               |
|            | Diversisporales               |
|            |                               |
| Glomerales | \| \| Glomeraceae \| \| \| \| |
|            | \| \| Glomeraceae \| \| \| \| |
|            | Paraglomerales                |
|            |                               |
|            | Glomeraceae                   |
|            |                               |

|  | Glomeraceae |
|  |             |

## Bildgalleri

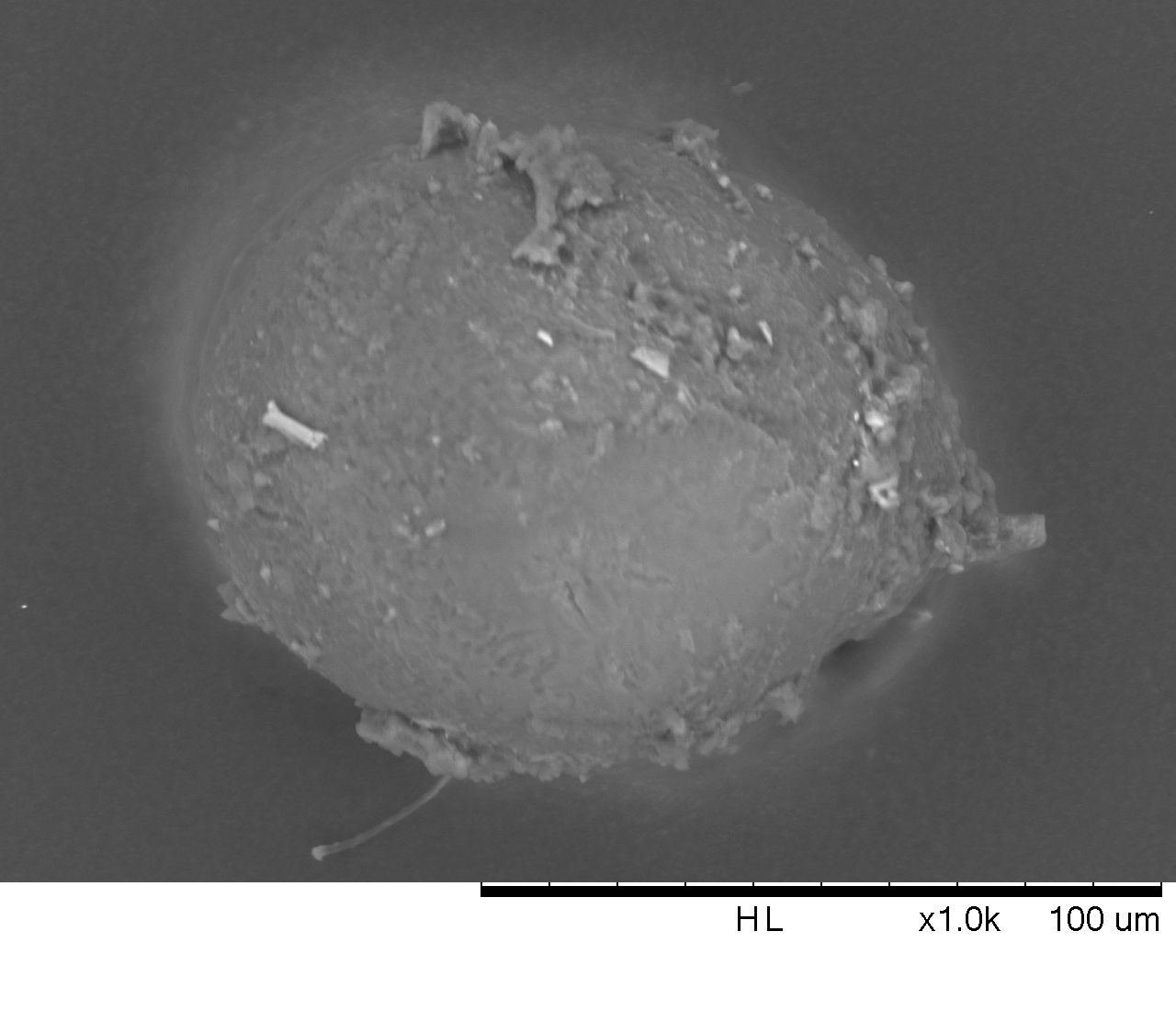